# ليليان بريدغمان
ليليان بريدغمان (بالإنجليزية: Lilian Bridgman) هي مهندسة معمارية أمريكية، ولدت في 1866، وتوفيت في 1948.